# Лама Гъюрме
Лама Гъюрме (англ. Lama Gyurme, фр. Lama Gyourmé) (род. 1948) — бутанский буддийский монах и музыкант. С 1974 года он живёт во Франции, является директором центра Кагью-дзонг в Париже, а с 1982 года — центра Ваджрадхара-линг в Нормандии.
Лама Гъюрме родился в Бутане в 1948 году. В возрасте четырёх лет он был отдан в монастырь Чжангчуб чой линг (англ. Djang Tchub Tcheu Ling) в Бутане, где у него быстро проявился интерес к духовной музыке. С девяти лет он стал постоянно жить в монастыре, где получил буддийское образование, включавшее традиционное искусство и музыку.
В возрасте 20 лет он совершил своё первое духовное уединение, длившееся 3 года, 3 месяца и 3 дня, необходимое для посвящения в сан ламы, в монастыре Сонада в Индии, настоятелем которого был Калу Ринпоче. Во время этого уединения Калу Ринпоче присвоил ему звание умцзед — мастер музыки. После пребывания в монастыре Румтек в Сиккиме, Гъюрме закончил своё образование в Бутане, после чего 16-й Кармапа Рангджунг Ригпе Дордже вручил ему диплом учителя Кагью.
В 1995 и 1998 годах Гъюрме совершил паломничество в Тибет и посетил 17-го Кармапу Ургьен Тринле Дордже в монастыре Цурпху. Он представил ему проект строительства Храма Мира.
Гъюрме также принимал участие в написании музыки к фильму «Гималаи».

## Дискография
- Песни пробуждения: Песнопение ламы совместно с Жан-Филиппом Рикелем (Songs of Awakening: The Lama’s Chant, 1995)
- Благословенный дождь/Песнопения Ваджра совместно с Жан-Филиппом Рикелем (Rain of Blessings/Vajra Chants, 2000)
- Надежда на просвещение (Hope for Enlightenment, 2000)
- Песнопения ламы (Песни пробуждения/Дороги благословений) совместно с Жан-Филиппом Рикелем и Лоем Эрлихом (The Lama’s Chants (Songs of Awakening/Roads of Blessings), 2004)